# Fulton Market Building
Le Fulton Market Building est un bâtiment rénové qui abritait autrefois le Fulton Fish Market sur Fulton Street, dans le quartier financier de Lower Manhattan à New York. Il a servi de site pour le championnat du monde d'échecs 2016. 